# Stop (utwór Pink Floyd)
Stop - utwór muzyczny brytyjskiego zespołu rockowego Pink Floyd. Pochodzi z wydanej w 1979 roku rock opery/concept albumu The Wall. Trwa zaledwie pół minuty, co czyni go najkrótszą zarejestrowaną piosenką grupy.
Jak wszystkie utwory z płyty, Stop przedstawia fragment historii jej głównego bohatera, gwiazdora rockowego imieniem Pink. Jest on już zmęczony udziałem w opisanym w poprzednich utworach faszystowskim wiecu czy koncercie rockowym, i jego wizje dobiegają końca. Wyznaje, że chciałby "zdjąć już ten mundur, zakończyć to przedstawienie". Nie jest to jednak jednoznaczna decyzja; tekst piosenki dotyczy bardziej wahania i niepewności, których doświadcza bohater w trudnym dla siebie momencie życia: jest nim znużony, ale jednak "czeka w tej celi" - celi własnego umysłu - aby dowiedzieć się "czy był winny przez cały ten czas". Ma już dość wszystkiego - w tym także otaczającego go szczelnie muru - pragnie również decydującego, jednoznacznego rozstrzygniecia, doprowadza więc sam siebie do procesu, który rozpoczyna się w jego umyśle.

## Wersja filmowa
Po fragmentach z Waiting for the Worms Pink głośnym krzykiem domaga się końca otaczającego go szaleństwa, po czym widzimy go kulącego się w ciasnej kabinie szpitalnej toalety. Może to budzić pewne podejrzenia, czy aby na pewno wszystkie te ekscesy, o których opowiadają utwory z The Wall naprawdę były jego udziałem, czy też może stanowiły po prostu element dręczących go psychotycznych fantazji i koszmarów. Bohater czyta z kartki papieru teksty utworów - niektóre z czytanych przez niego fragmentów pochodzą z jeszcze wówczas nieopublikowanego materiału (np. słowa "Do you remember me / How we used to be / Do you think we should be closer?" pochodzą z utworu Your Possible Pasts, który ukazał się później na płycie The Final Cut.) Kiedy wykonanie Stop dobiega końca, ochrona widziana wcześniej podczas sekwencji obrazujących Young Lust wolno otwiera drzwi prowadzące do animowanego intro do The Trial.

## Wykonawcy
- Roger Waters - wokale
- Bob Ezrin - pianino